# Sergio Ceballos
Sergio Ceballos Hernández (ur. 16 lutego 1994 w Zaragozie) – meksykański piłkarz występujący na pozycji środkowego obrońcy lub defensywnego pomocnika.

## Kariera klubowa
Ceballos pochodzi z miasta Torreón, stolicy stanu Coahuila i jest wychowankiem tamtejszego zespołu Santos Laguna. Do seniorskiej drużyny został włączony jako dziewiętnastolatek przez portugalskiego szkoleniowca Pedro Caixinhę i pierwszy mecz rozegrał w niej w sierpniu 2013 z drugoligowym Zacatepec (3:3) w rozgrywkach krajowego pucharu (Copa MX). W Liga MX zadebiutował jednak dopiero 30 października 2013 w wygranym 2:0 spotkaniu z Guadalajarą, natomiast pierwszego gola w lidze meksykańskiej strzelił 5 kwietnia 2014 w zremisowanej 2:2 konfrontacji z Monterrey. W jesiennym sezonie Apertura 2014 zdobył z Santosem Laguna puchar Meksyku, zaś pół roku później, podczas wiosennych rozgrywek Clausura 2015, wywalczył swoje pierwsze mistrzostwo Meksyku, pełniąc jednak niemal wyłącznie rolę rezerwowego. W tym samym roku skompletował również potrójną koronę, zdobywając krajowy superpuchar – Campeón de Campeones.
Wiosną 2016 Ceballos został wypożyczony do niżej notowanej ekipy Puebla FC.

## Statystyki kariery
| Santos Laguna | 2013–2014 | Meksyk | Liga MX | 16 | 1 | 3  | 0 | CL       | 7 | 0 | 26 | 1 |
| Santos Laguna | 2014–2015 | Meksyk | Liga MX | 20 | 0 | 7  | 0 | —        | — | — | 27 | 0 |
| Santos Laguna | 2015–2016 | Meksyk | Liga MX | 8  | 1 | 1  | 0 | LMC      | 2 | 0 | 11 | 1 |
| Puebla        | 2015–2016 | Meksyk | Liga MX | 1  | 0 | —  | — | —        | — | — | 1  | 0 |
| Puebla        | 2016–2017 | Meksyk | Liga MX | 0  | 0 | 0  | 0 | —        | — | — | 0  | 0 |
| Ogółem        | Ogółem    | Ogółem | Ogółem  | 45 | 2 | 11 | 0 | CL + LMC | 9 | 0 | 65 | 2 |

- CL – Copa Libertadores
- LMC – Liga Mistrzów CONCACAF